# 20th Fighter Wing

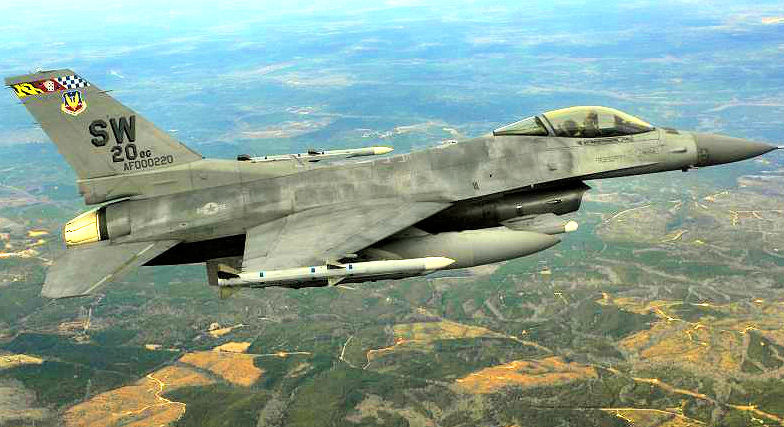
F-16C del 79th FS

Il 20th Fighter Wing è uno stormo Caccia dell'Air Combat Command, inquadrato nella Ninth Air Force. Il suo quartier generale è situato presso la Shaw Air Force Base, nella Carolina del Sud.

## Organizzazione
Attualmente, al maggio 2017, lo stormo controlla:
- 20th Operations  Group
  - 20th Operations Support Squadron
  -  55th Fighter Squadron - Equipaggiato con F-16CM/DM
  -  77th Fighter Squadron - Equipaggiato con F-16CM/DM
  -  79th Fighter Squadron - Equipaggiato con F-16CM/DM
- 20th Maintenance Group
  - 20th Aircraft Maintenance Squadron
  - 20th Component Maintenance Squadron
  - 20th Equipment Maintenance Squadron
  - 20th Maintenance Operations Squadron
- 20th Mission Support Group
  - 20th Civil Engineer Squadron
  - 20th Contracting Squadron
  - 20th Force Support Squadron
  - 20th Logistics Readiness Squadron
  - 20th Mission Support Squadron
  - 20th Security Forces Squadron
- 20th Medical Group
  - 20th Aerospace Medical Squadron
  - 20th Dental Squadron
  - 20th Medical Operations Squadron
  - 20th Medical Support Squadron
- 20th Comptroller Squadron